# Balinovți, Gabrovo
Balinovți (în bulgară Балиновци) este un sat în comuna Gabrovo, regiunea Gabrovo,  Bulgaria. 

## Demografie
Componența etnică a satului Balinovți
     Bulgari (100%)
     Nicio identificare (0%)
     Altele (0%)
La recensământul din 2011, populația satului Balinovți era de 14 locuitori. Din punct de vedere etnic, toți locuitorii erau bulgari.